# Jacques-Pierre de Taffanel de La Jonquière
Jacques-Pierre de Taffanel, marchese de La Jonquière (Lasgraisses, 18 aprile 1685 – Québec, 17 marzo 1752), è stato un ammiraglio e funzionario francese.
Figlio di Jean de Taffanel de La Jonquière e di Catherine de Bonnes, fece la sua carriera nella Marina francese fino a giungere al grado di comandante di squadra navale Nel 1746 divenne governatore generale della Nuova Francia e l'amministrò fino alla sua morte. In quel periodo fece erigere Fort Rouillé.

## Biografia
Jacques-Pierre Taffanel de La Jonquière entrò in servizio come guardiamarina a Tolone il 1º settembre 1697. L'anno seguente prese parte alla campagna militare a Costantinopoli, poi, nel 1699, in Levante e nel 1701 a Cadice. Nel 1702 venne imbarcato sul brulotto Eclair dove si distinse, sotto il comando di Claude de Forbin, in alcune operazioni militari nel Mare Adriatico e nella conquista della città di Aquileia.
Promosso come einsegne di vascello nel 1703, continuò a navigare nel Mar Mediterraneo, partecipando a diverse azioni militari. Nel 1711 venne promosso luogotenente della nave Achille, prendendo parte alla memorabile spedizione di René Duguay-Trouin per assediare Rio de Janeiro. Il 25 novembre 1712 venne promosso capitano e l'anno seguente, a comando della Baron de la Fauche, si imbarcò per la Louisiana in difesa di Pensacola. Dal 1715 al 1719 fece una lunga campagna sulla costa occidentale dell'America spagel 1720, al ritorno in Francia, venne promosso tenente di vascello.
Dopo sei anni di servizio a Brest, La Jonquière ricevette nel 1727 il comando della fregata Thètis che, insieme alla Venus comandata da Jean-Baptiste-Louis Duquesnel Le Prèvost, fu mandata nelle Antille. Per diciotto mesi La Jonquière e Duquesnel riuscirono a contrastare i pirati e i contrabbandieri che infestavano le coste della Martinica e della Guadalupa. Nel 1731 La Jonquière venne fatto capitano di vascello e nel 1733 ricevette il comando del Rubis per scortare alcune navi dirette in Canada. L'anno successivo fu il secondo in comando nel Éole, nello squadrone comandato da Court de la Bruyère luogotenente generale delle forze navali, per navigare nelle coste dell'Africa settentrionale. Nel 1735 era di stanza a Cadice sul Ferme. L'anno successivo ritornò sul Rubis.
A seguito di una serie d'incidenti accaduti presso le coste dell'America spagnola, nel 1739 scoppiò una guerra tra Spagna e Gran Bretagna. In quell'occasione, da Brest, venne inviato alla volta delle Antille uno squadrone di dodici vascelli sotto il comando del marchese d'Antin, luogotenente generale, il quale prese La Jonquière come capitaine de pavillon sul Dauphin Royal. Al suo ritorno in Francia La Jonquière venne nominato, il 1º maggio 1741, ispettore delle truppe della marina del dipartimento di Rochefort. Nel frattempo i rapporti tra Francia e Gran Bretagna si erano fatti più tesi, così uno squadrone di diciassette vascelli e quattro fregate venne armato a Tolone sotto il comando di Court de La Bruyère, il quale prese La Jonquière come capitaine de pavillon sul vascello Terrible. Lo squadrone di Court de La Bruyère, insieme a uno squadrone spagnolo sotto il comando di don Juan de Navarro, affrontarono una flotta inglese al largo di Cap Sicié. L'esito della battaglia si risolse in un nulla di fatto. In seguito La Jonquière fu messo a comando di una divisione che doveva fare da scorta a dei convogli che facevano la spola tra Tolone e l'isola di Malta.
Promosso capo di squadrone nel marzo 1746, nello stesso mese venne nominato governatore generale della Nuova Francia. La Jonquière si recò in Canada per assumere l'ufficio e, mentre stava arrivandoci, partecipò alla sfortunata spedizione del duca d'Anville sulle coste acadiane e, dopo il tentato suicidio del comandante Costantin-Louis d'Estourmel, il 30 settembre 1746 rimandò in Francia ciò che rimaneva dello squadrone. Fu solamente l'anno successivo, che La Jonquière prese effettivamente le sue funzioni di governatore generale. Il 10 maggio 1747 La Jonquière partì dall'Isola di Aix con una divisione di tre fregate e due vascelli per scortare un convoglio della compagnia delle Indie, ma al largo di Capo Finisterre venne attaccato il 14 maggio da un squadrone inglese con a capo il contrammiraglio Peter Warren. La Jonquière, dopo la sanguinosa battaglia, venne fatto prigioniero e portato a Portsmouth. La corte di Francia nominò Roland-Michel Barrin de La Galissonière governatore generale della Nuova Francia ad iterim.
Dopo il Trattato di Aquisgrana del 1748 La Jonquière venne liberato e poté partire per il Canada per prendere le funzioni di governatore generale della Nuova Francia. Sbarcò a Québec il 14 agosto 1749 e rilevò La Galissonière, a sua volta richiamato in Francia. Appena arrivato La Jonquière aveva delle idee un po' vaghe sulla colonia, forse perché non vi aveva mai soggiornato. Arrivato a Québec, La Jonquière ebbe alcuni colloqui con il predecessore e pensò di continuare a perseguire la politica di alleanze con i nativi. Durante i suoi due anni e mezzo di governo, La Jonquière si trovò di fronte a tanti problemi, di cui quello più sentito fu certamente quello di difendere la colonia dalle intrusioni britanniche in Acadia e nelle regioni interne. Infatti la Pace di Aquisgrana non aveva ancora chiarito quali dovevano essere i confini tra Francia e Gran Bretagna nell'America settentrionale.
Tra il 1750 e il 1751, due commissari, Roland-Michel de La Galissonière e William Shirley rispettivamente per la Francia e la Gran Bretagna si incontrarono per discutere della questione, però senza dare risultati, cosicché gli incidenti si moltiplicarono. Gli acadiani di origine francese si rifiutavano di riconoscere la sovranità inglese e La Jonquière, come il predecessore, cercò di rinforzare le postazioni difensive - nel 1750 ordinò a Charles Deschamps de Boishébert e de Raffetot di far ricostruire il forte sul fiume Saint-Jean in Acadia e mandò in Francia l'ingegnere Gaspard-Joseph Chaussegros de Léry per rendere conto della situazione. Sotto sua istigazione gli indiani iniziavano a colpire gli inglesi. Inoltre cercò di obbligare gli acadiani a parteggiare per la Francia.
Avendo ricevuto delle istruzioni di sorvegliare gli intrighi inglesi con gli indiani di Sault-Saint-Louis già nel 1746 e di distruggere Fort Oswego, posto nella costa meridionale del Lago Ontario, che costituiva un posto di contrabbando, La Jonquière non riuscì a fare degli indiani della zona un prezioso alleato nella lotta contro i britannici. Nel 1750 fece erigere Fort Rouillé dove ora sorge la città di Toronto. Inoltre venne rinforzato l'avamposto di Detroit e in un'ordinanza del 1750 il governatore generale accordava molti vantaggi alle famiglie che volevano stabilirvisi. Nel 1751 fece una visita agli irochesi, che lo ricevettero con tutti gli onori militari e in seguito mandò Philippe-Thomas Chabert de Joncaire per rinnovare la pace che risaliva ai tempi del governatore La Callière. Inoltre mandò François Lefebvre Duplessis Faber a negoziare con gli indiani Ottawa per intimarli di non commerciare con gli inglesi. Con un'ordinanza del 27 febbraio 1751 La Jonquière aveva autorizzato Pierre-Marie Raimbeau de Smiblin a costruire un forte al Lago de La Carpe in modo da fermare l'influenza inglese a sud della Baia di Hudson. Affidò anche una missione a Paul Marin de La Malgue presso i Sioux in modo che si riappacificassero con gli indiani Missouri.
Benché fosse assecondato dai suoi ufficiali, il governatore ebbe un rapporto difficile con Pierre-Joseph Céloron de Blainville. Inoltre il governatore si trovò in conflitto con i gesuiti e con il missionario Jean-Baptiste Tournois. Infine alcune ordinanze da lui emanate, riguardanti il commercio delle pellicce con il Pays d'en Haut', cioè l'ovest, suscitarono le lamentele di alcuni mercanti, che arrivarono addirittura a Versailles. Queste denunce erano al punto che La Jonquière potesse venire rimosso dalla funzione, ma morì proprio nei primi mesi del 1752 mentre era ancora in carica.

## Memoria
Molte località nel Québec portano in suo onore il nome La Jonquière, come il forte francese Fort La Jonquière.

La rue de La Jonquière, nel XVII arrondissement di Parigi, è a lui dedicata.